# Кодово име
Кодово име е дума или име, използвано тайно, за да се отнася до друго име или дума. Кодовите имена се използват често за военни цели или в разузнаването. Те може също да се използват в индустрията за защита на тайни проекти от бизнес съперници.
Известни кодови имена:
- Операция Барбароса - Германско нахлуване в СССР
- Операция Овърлорд - Съюзническо нахлуване в Нормандия
- Проект Манхатън - програма за развитие на ядрени оръжия от САЩ по време на Втората световна война
- Танк – първоначално кодово име, възприето през 1915 от британското правителство за първите бронирани превозни средства с вериги, които са в процес на развитие.
- Операция Морски лъв – планираното нахлуване във Великобритания, което не се състои.
- Операция Пустинна буря – войната срещу Ирак през 1990-1991